# Ist das Leben nicht schrecklich?
Ist das Leben nicht schrecklich? ist ein US-amerikanischer Slapstick-Stummfilm von Leo McCarey aus dem Jahr 1925.

## Handlung
Charley lebt mit seiner Frau und Tochter zusammen in einem kleinen Häuschen. Zu ihrem Umfeld gehört noch sein nichtsnutziger, arbeitsscheuer Schwager Remington. Charley hat seine Mühe mit der Gartenarbeit. Im Anschluss hilft er Bekannten beim Umzug und muss einen Schrank eine Treppe hochtransportieren, während sein Schwager einen medizinischen Notfall vortäuscht um sich vor der Arbeit zu drücken. Charley will seiner Frau etwas bieten. Zunächst soll es ein Campingtrip werden, doch dann erfährt seine Frau von einem Wettbewerb, mit dem man eine Luxuskreuzfahrt gewinnen kann.
Für diesen Wettbewerb muss sich Charley als Füllerverkäufer versuchen. Trotz der häufig defekten Füller, die schon mal ihre tinte völlig willkürlich verspritzen, gelingt es ihm, den Hauptpreis zu ergattern. Die drei gehen auf das angebliche Luxusschiff und schon kurz nach dem schwierigen Boarding schließt sich ein kleines, schwarzes Mädchen den drei an. Die eigene Tochter jedoch bleibt am Hafen. Das Luxusschiff entpuppt sich als völlig kaputtes Schiff, bei dem sogar die Rettungsboote versinken.
Trotz allem kommen sie auf der Luxusinsel an. Doch Remington will sich nicht impfen lassen. Da er gegen die Vorschriften der Insel verstoßen hat, wird er deportiert. Nun will Charleys Frau ebenfalls zurück, doch Remington wird vom Schiffskapitän erschossen, weil er sich ein Bein gebrochen hat. Endlich kann Charley den Urlaub genießen.

## Hintergrund
Der Film hatte seine Premiere am 17. Juni 1925. Er wurde für Hal Roach Studios gedreht und war der zweite Film von Oliver Hardy für Hal Roach. Vermutlich handelt es sich bei den ersten beiden Szenen um Clips, die für einen anderen Film gedreht wurden, da sie nicht zum Rest der Geschichte passen.
In einer Nebenrolle ist Fay Wray zu sehen.
Es handelt sich um eine Parodie auf David Wark Griffiths Film Ist das Leben nicht wunderbar? (1924).
Im Film ist bei der Umzugsszene die gleiche Treppe zu sehen, wie später im Film Laurel und Hardy: Der zermürbende Klaviertransport. Sie tauchte auch später in verschiedenen Stummfilmen auf und wurde später The Music Box Stairway genannt, nach dem Originaltitel des Laurel-und-Hardy-Klassikers. Das Schiff ist die SS Buford, das Buster Keaton 1924 in Der Navigator verwendet hatte.